# De Woudfennen
De Woudfennen was een waterschap gelegen in de toenmalige Nederlandse gemeente Doniawerstal in de provincie Friesland, dat een zelfstandig overheidsorgaan was van 1918 tot 1969. Het waterschap besloeg een oppervlakte van ongeveer 446 hectare.
Doel van het waterschap was het bevorderen van verkeersgelegenheid en het regelen van de waterstand. Hiertoe werden in de eerste jaren een flink aantal werken gerealiseerd, waaronder een schutsluis en een windmotor. De beheerder van dit alles kreeg echter aanvankelijk geen vaste dienstwoning. Dit gebeurde pas nadat hij vanwege stormen in november 1928 de keet moest ontvluchten. In de jaren 50 werd de schutsluis opgeheven, de windmotor door een dieselmotor vervangen en de aangelegde weg overgedaan aan de gemeente. De ingelanden waren geen voorstander van de eerste waterschapsconcentratie in Friesland, maar op 1 maart 1969 werd het waterschap toch opgeheven. Het ging op in waterschap Boarnferd.
Na verdere fusies valt het gebied vanaf 2004 onder Wetterskip Fryslân. 